# Джеймс Едвард Сміт
Сер Джеймс Едвард Сміт (англ. Sir James Edward Smith, 2 грудня 1759, Норвіч, Англія — 17 березня 1828) — англійський ботанік, засновник Лондонського Ліннеївського товариства.
Відомий багатьма творами з систематики рослин, особливо по флорі Великої Британії.

## Шлях в науці
На початку 1780-х вивчав хімію у професора Джозефа Блека та природознавство у професора Джона Вокера у Единбурзькому університеті.
У 1783 Сміт перебрався у Лондон, для того, щоб продовжити навчання. Сміт був близько знайомий із Джозефом Бенксом, якому запропонували придбати повну колекцію книг, рукописів та гербарних зразків Карла Ліннея, яка залишилася після смерті сина Ліннея — Карла Ліннея молодшого. Бенкс відхилив пропозицію, а Сміт купив колекцію за 1000 фунтів стерлінгів. Колекція прибула до Лондона у 1784 році, а у 1786 Сміт був обраний членом Королівського товариства.
Між 1786 та 1788 роками Сміт здійснив свою так звану Велику подорож, відвідавши Нідерланди, Францію, Італію та Швейцарію, зустрічався з ботаніками та оглянув гербарії.
У 1788 році він заснував Лондонське Ліннеївське товариство, став його першим президентом (цю посаду він обіймав аж до своєї смерті).
У 1796 році він повернувся у Норвіч разом з усією колекцією Ліннея. Його бібліотека та ботанічні колекції набули популярності по усій Європі, ними цікавилися численні ентомологи та ботаніки всього континенту.
Сміт провів решту тридцять років свого життя у написанні статей та книг з ботаніки.
Його основні праці — Flora Britannica(лат.) та Англійська флора (англ. The English Flora, 4 томи, 1824—1828).
У період між 1808 та 1819 роками він довів до друку у Циклопедіі Ріса 3 348 ботанічних статей Вільяма Вуда, які залишилися незавершеними після смерті останнього.
Сміт сприяв виданню 7 томів головного ботанічного видання вісімнадцятого століття, Flora Graeca(лат.), розпочатого Джоном Сібторпом.
Сміт плідно співпрацював з видавцем та ботанічним ілюстратором Джеймсом Совербі, до малюнків якого Сміт додавав ботанічні описи. Зображення рослин в Англії раніше переслідувало тільки естетичні цілі, але інтерес до садівництва та природної історії привів до появи ілюстрованих наукових видань, таких, як екзотичний Приклад флори нової Голландії та 36 томів праці Англійська ботаніка.
У 1797 році Сміт опублікував Природну історію рідкісних лускокрилих комах Джорджії (англ. The Natural History of the Rarer Lepidopterous Insects of Georgia), першу книгу про американських комах. Вона включає ілюстрації та примітки Джона Еббота, а також описи нових видів, зроблені Смітом на основі малюнків Еббота.
Дружба Сміта з Вільямом Роскоу дозволила йому між 1806 та 1817 роками відправити близько 5000 рослин для поповнення гербарію Ройла, який став основою гербарію Сміта у Ліверпульському ботанічному саду.
Після смерті Сміта колекцію Ліннея, разом з власними колекціями Сміта, придбало Ліннєєвське товариство за 3150 фунтів.

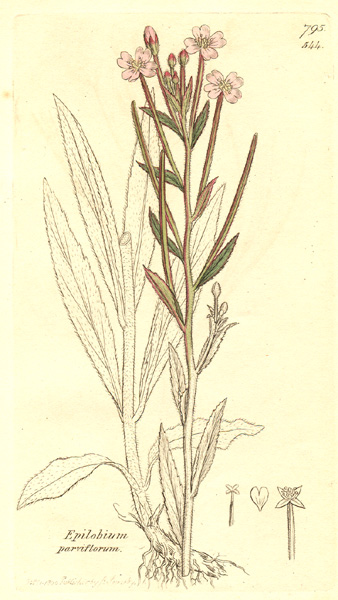
Schreb. Ботанічна ілюстрація з книги English botany; or, coloured figures of British plants by James Edward Smith. London, C.E. Sowerby, 1836

## Наукові праці
- Linneaeus, Carl von. Disquisitio de sexu plantarum. — A dissertation on the sexes of plants translated from the Latin of Linnaeus by James Edward Smith. London: Printed for the author, and sold by George Nicol. 1786
- Icones pictae plantarum rariorum descriptionibus et observationibus illustratae /Auctore J.E. Smith, M.D. Fasc. 1-3. London, 1790-93
- The natural history of the rarer lepidopterous insects of Georgia: including their systematic characters, the particulars of their several metamorphoses, and the plants on which they feed. Collected from the observation of Mr. John Abbot, many years resident in that country /by James Edward Smith, London: Printed by T. Bensley, for J. Edwards [etc.] 1797.
- English Botany: Or, Coloured Figures of British Plants, with their Essential Characters, Synonyms and Places of Growth. Published and illustrated by James Sowerby[9][10]